# Episodi di Batman of the Future (terza stagione)
La terza e ultima stagione della serie animata Batman of the Future (Batman Beyond), composta da 13 episodi, è stata trasmessa sul canale statunitense Kids'WB dal 16 settembre 2000 al 18 dicembre 2001.
| n° | Titolo italiano                      | Titolo originale               | Prima TV USA      | Prima TV Italia |
| -- | ------------------------------------ | ------------------------------ | ----------------- | --------------- |
| 1  | Riscatto da re                       | King's Ransom                  | 16 settembre 2000 |                 |
| 2  | L'intoccabile                        | Untouchable                    | 23 settembre 2000 |                 |
| 3  | Macchie di China                     | Inqueling                      | 30 settembre 2000 |                 |
| 4  | Alto livello                         | Big Time                       | 7 ottobre 2000    |                 |
| 5  | Vivere nel passato                   | Out of the Past                | 21 ottobre 2000   |                 |
| 6  | Parlare non è un crimine             | Speak No Evil                  | 4 novembre 2000   |                 |
| 7  | La Justice League (prima parte)      | The Call: Part 1               | 11 novembre 2000  |                 |
| 8  | La Justice League (seconda parte)    | The Call: Part 2               | 18 novembre 2000  |                 |
| 9  | Tradimento                           | Betrayal                       | 9 dicembre 2000   |                 |
| 10 | Il marchio dei cobra (prima parte)   | The Curse of the Kobra: Part 1 | 3 febbraio 2001   |                 |
| 11 | Il marchio dei cobra (seconda parte) | The Curse of the Kobra: Part 2 | 10 febbraio 2001  |                 |
| 12 | Conto alla rovescia                  | Countdown                      | 7 aprile 2001     |                 |
| 13 | Smascherato                          | Unmasked                       | 18 dicembre 2001  |                 |

## Riscatto da re
- Titolo originale: King's Ransom
- Diretto da: Butch Lukic
- Scritto da: Rich Fogel

### Trama
La Gang della Scala Reale, senza Dieci che ha abbandonato la famiglia per vivere una vita più onesta, ritorna a Gotham City nel tentativo di riconquistare la loro reputazione. La banda viene ingaggiata da Paxton Powers, e cercano di aumentare i loro conti bancari togliendo di mezzo Bruce Wayne.

## L'intoccabile
- Titolo originale: Untouchable
- Diretto da: Dan Riba
- Scritto da: Hilary J. Bader

### Trama
Batman affronta un nuovo nemico, apparentemente invulnerabile, chiamato Repeller, che utilizza una tecnologia simile ad un prototipo che ha sviluppato la divisione medicale della Wayne-Powers. Bruce accompagna Terry ai laboratori per scoprire chi sia Repeller in realtà.

## Macchie di China
- Titolo originale: Inqueling
- Diretto da: Butch Lukic
- Scritto da: Hilary J. Bader

### Trama
Dopo che l'ultimo datore di lavoro di China la tradisce e le spara con un'arma sperimentale che induce il suo corpo liquido a sciogliersi lentamente, la supercriminale è costretta a chiedere aiuto a sua figlia che non vede da anni. In cambio di un sostanzioso trasferimento di denaro sul suo conto bancario, la ragazza è disposta ad aiutare la madre a rubare la sostanza attivatrice della sua mutazione.

## Alto livello
- Titolo originale: Big Time
- Diretto da: James Tucker
- Scritto da: Robert Goodman e Tom Ruegger

### Trama
Un amico da Terry appena uscito di prigione dopo tre anni di carcere, Charlie "Big Time" Bigelow, cerca di convincerlo a tornare sulla via del crimine; Terry dissente e prova a fermarlo per impedire anche a lui di ripetere gli errori del loro travagliato passato e tornare in galera. Quando Charlie finisce per aiutare una banda di ladri che rubano dai laboratori di ricerca della Wayne-Powers, viene esposto ad una sostanza chimica sperimentale molto pericolosa che lo trasforma in un mostruoso gigante.

## Vivere nel passato
- Titolo originale: Out of the Past
- Diretto da: James Tucker
- Scritto da: Paul Dini

### Trama
Talia, la figlia di Ra's al Ghul, è tornata a Gotham bella come un tempo per offrire al suo antico amore Bruce Wayne il dono dell'eterna giovinezza. Dapprima restio ad accettare, Bruce si sottopone poi al processo del Pozzo di Lazzaro, ma non immagina che Talia nasconde un oscuro segreto: Ra's ha infatti trasferito la sua mente nel giovane corpo della figlia, e adesso intende fare lo stesso trasferendosi in quello più agile e forte del suo vecchio nemico Batman. 

## Parlare non è un crimine
- Titolo originale: Speak No Evil
- Diretto da: Dan Riba
- Scritto da: Stan Berkowitz

### Trama
Batman dà la caccia ad un gorilla geneticamente potenziato fuggito dai laboratori di ricerca in cui gli è stato iniettato DNA umano. Dotato di intelligenza e capace di parlare, il Gorilla è in cerca del malvagio bracconiere che ha rapito sua madre.

## La Justice League (prima parte)
- Titolo originale: The Call: Part 1
- Diretto da: Butch Lukic
- Scritto da: Alan Burnett e Paul Dini

### Trama
Dopo un mortale attentato a Micron, Superman convoca Batman nella Justice League del futuro per poter scoprire un traditore che si nasconde nelle file del supergruppo. Terry accetta l'invito, ma è guardato con diffidenza dai membri più anziani della Lega, Barda, Lanterna Verde, Aquagirl e Warhawk (il figlio di John Stewart e Alata), i quali non lo ritengono idoneo a far parte della squadra. Dopo l'ennesimo attentato che apparentemente costa la vita a Warhawk, Bruce scopre che il traditore della Justice League è proprio Superman e consegna a Terry un frammento di Kryptonite affinché elimini l'Uomo d'Acciaio.

## La Justice League (seconda parte)
- Titolo originale: The Call: Part 2
- Diretto da: Butch Lukic
- Scritto da: Alan Burnett e Paul Dini

### Trama
Batman deve ancora affrontare il traditore della JL, tutto ciò però avrà ripercussioni su Batman e sulla JL stessa.

## Tradimento
- Titolo originale: Betrayal
- Diretto da: Kyung-Won Lim
- Scritto da: Stan Berkowitz e Robert Goodman

### Trama
Big Time ritorna a Gotham City, causando problemi sia a Batman, che al suo alter-ego Terry McGinnis, che ancora si sente in colpa per tutto quello che è accaduto al suo vecchio amico. Bruce cerca di mettere in guardia Terry a non lasciarsi coinvolgere.

## Il marchio del cobra (prima parte)
- Titolo originale: Curse of the Kobra: Part 1
- Diretto da: James Tucker
- Scritto da: Rich Fogel

### Trama
Terry viene mandato da una vecchia amica di Bruce Wayne, Kairi Tanaga, affinché possa affinare le sue abilità di combattimento nelle arti marziali e, inavvertitamente, fa amicizia con l'erede all'organizzazione criminale del K.O.B.R.A. Dopo che il giovane leader di K.O.B.R.A. rapisce Max per costringerla a diventare sua moglie, Batman si sente responsabile ed è costretto a salvarla. Scopre così i piani di K.O.B.R.A., intenzionati a riportare il mondo indietro a quando i dinosauri dominavano, facendo esplodere una bomba termica che alzerà la temperatura del pianeta e innestando nei loro agenti DNA di rettili trasformandoli in dinosauri umanoidi.

## Il marchio del cobra (seconda parte)
- Titolo originale: Curse of the Kobra: Part 2
- Diretto da: Dan Riba
- Scritto da: Rich Fogel

### Trama
Terry corre in aiuto di Max visto che è stata rapita, e sconfiggere definitivamente l'organizzazione dei Kobra prima che attivino una bomba che distrugga Gotham.

## Conto alla rovescia
- Titolo originale: Countdown
- Diretto da: Kyung-Won Lim
- Scritto da: Rich Fogel e Paul Dini

### Trama
L'androide Zeta torna a Gotham City per cercare il suo creatore, ma cade nelle grinfie del folle criminale Mad Stan, che lo trasforma in una bomba ambulante. Batman e Ro (una cara amica di Zeta) devono rintracciarlo prima che scada il tempo e la bomba installata sul suo corpo esploda.

## Smascherato
- Titolo originale: Unmasked
- Diretto da: Kyung-Won Lim
- Scritto da: Paul Dini e Rich Fogel

### Trama
Terry racconta a Max una delle sue precedenti avventure come Batman, durante la quale ha rivelato inavvertitamente il suo volto ad un bambino, mettendo così in pericolo il ragazzo. I criminali del K.O.B.R.A. infatti lo rapiscono per estorcergli l'informazione sull'identità di Batman.